# Мартина Стоесел
Мартина Стоесел  (на испански: Martina Stoessel) е аржентинска актриса, певица, танцьорка, писателка и модел. Известна е с ролята си на Виолета в латиноамериканския сериал Виолета.

## Живот и кариера
Мартина Стоесел е родена на 21 март 1997 година в Буенос Айрес, Аржентина. Дъщеря е на продуцента и режисьор на филми Алехандро Стоесел и Мариана Музлера. Има брат – Франциско, с една година и половина по-голям от нея. Започва от малка да учи актьорско майсторство, също пеене, пиано, танци, музикална комедия, музикален театър и спортна гимнастика.
През 2007 г. участва в аржентинския филм „Patito Feo“ в ролята на Мартина, една от актрисите на Фито Бернанди; в сериала участва и като Анна, приятелката на Леонардо.
През 2011 г. изпълнява испанската версия на песента на Shannon Saunders – The glow, наречена Tu Resplandor. Тя е включена в албума Disney Princess: Fairy Tale Songs. Пее тази версия на финала на събитието Disney Channel Latin America, Celebratón, на 31 декември 2011 г. По-късно песента е включена в компилация, свързана с шоуто и е публикувана през март следващата година.
През 2012 г. Мартина получава главната роля в латиноамериканския сериал Violetta, където играе Виолета Кастильо. Стоесел изпълнява началната мелодия на сериала – En mi mundo, чиято премиера е на 5 април 2012 г., по-късно записва и италианската версия – Nel mio mondo, а през 2013 английската – In my own world. За ролята си на Виолета тя печели наградата „Любима нова актриса“ през 2012. Номинирана е и за английската версия на En mi mundo на Nickelodeon Kids' Choice Awards, в категория „Любима латино актриса“.
Участва и в ТВ шоута, U-Mix Show и Disney Planet за Дисни Латинска Америка. През 2013 е потвърдено, че ще играе Виолета Кастильо и във втори сезон на сериала. Също така озвучава и Кари в италианската версия на филма Monsters University.
На 10 август 2013 г. Мартина, заедно с всички от „Violetta“, изпълнява песните „En mi mundo“ и „Ser mejor“ на благотворително събитие за УНИЦЕФ. Изпълнява песните „Libre soy“ и „All'Alba sorgerò“, които са испанската и италианската версия на английската песен „Let it go“.
През 2013 г. заедно с всички актьори от „Violetta“, започва турне, наречено „Violetta: en vivo“.
През 2014 г. е първата „Juntada Tinista“, благотворителен концерт за подпомагането за опазване на планетата, в Буенос Айрес, Аржентина. В него взеха участие и двама нейни колеги – Мерседес Ламбре и Хорхе Бланко. Той се провежда на 2 май, а оттогава всички нейни фенове, както и самата тя, почитат този ден като „Ден на Тинистасите“. Същата година, на следващия ден, излиза и книгата ѝ – „Simplemente Tini“. Издадена е в цяла Латинска Америка, както и в Испания, Бразилия, Италия, Полша, Украйна, България и Франция.
През 2015 г. е част от интернационалното турне „Violetta Live“.
С баща ѝ и Алберто Морияс подготвят новия ѝ парфюм „Une fleur pour Tini“ (Цвете от Тини).
През май 2016 г. излиза филмът ѝ – "„Тини: Новият живот на Виолета“". На 25 март излиза песента към филма – „Siempre brillarás“ (Винаги ще блестиш), на 8 април излиза английската версия „Born to shine“ (Родена да блести), а през април излиза соловият ѝ албум „TINI“, който съдържа 21 песни общо, като 9 от тях са от филма „Тини:Новият живот на Виолета“.
През модния сезон Пролет/Лято 2016/17 тя става модно лице на CHER, аржентинска верига магазини за дрехи.
От май 2016 г. е обвързана с испанския модел Пепе Барросо Силва.
През октомври 2016 г. е обявена за една от двадесетте най-влиятелните жени в телевизията за всички времена.
През март 2017 г. пуска своята модна линия „TINI by Martina Stoessel“. На 18 март 2017 тя започва първото си солово турне, наречено „Got Me Started Tour“, от Испания, в Европа и Латинска Америка, като приключва на 14 октомври в Чили, Аржентина.
На 13 октомври 2017 г. пуска хитовият си сингъл „Те Quiero Mas, с участието на Nacho“.
На 15 януари 2018 г. прави концерт в Mар дел Плата, Аржентина, като събира повече от 40 000 души.
На 6 април 2018 г. Тини пуска „Princesa“, дует с Karol G., като втори сингъл от предстоящия си втори албум. На 22 юни 2018 г. тя пуска „Consejo de Amor“, в който участва колумбийската фолклорна рок група Morat, като трети сингъл от предстоящия си втори албум. На 26 юли 2018 г. Стоесел взе участие заедно с Flo Rida в хитовия сингъл на Álvaro Soler „La Cintura“(Remix)]. На 3 август 2018 г. Тини пусна „Quiero Volver“, дует със Sebastián Yatra, като четвърти сингъл от предстоящия си албум]. На 24 август 2018 г. тя взе участие заедно с колумбийската певица Greeicy в ремикс на песента „Lo Malo“ на испанските певици Аитана и Ана Гуера. На 6 септември 2018 г. Тини Стоесел обяви второто си турне наречено Quiero Volver Tour, което ще започне на 1 декември 2018 г. в Буенос Айрес в Estadio Luna Park.
През август 2018 г. се съобщава, че Тини Стоесел се е присъединила към La voz Argentina като треньор за втория сезон.

## Филмография

### Телевизия
| Година      | Заглавие         | Роля         |
| ----------- | ---------------- | ------------ |
| 2007        | Patito Feo       | Мартина/Анна |
| 2012 – 2015 | Виолета          | Виолета      |
| 2017        | Soy Luna         | Тини/Себе си |
| 2017        | Las Estrellas    | Тини/Себе си |
| 2018        | La Voz Argentina | Тини/Жури    |
| 2018        | El host          | Тини/Себе си |

### Филми
| Година | Заглавие                     | Роля                   |
| ------ | ---------------------------- | ---------------------- |
| 2013   | Monsters University          | Carrie Williams (глас) |
| 2014   | Виолета: Концертът           | Виолета/Себе си        |
| 2015   | Виолета: Път към върха       | Себе си                |
| 2016   | Тини:Новият живот на Виолета | Виолета / Тини         |
| 2019   | My Diary                     |                        |

## Песни

### Диск 1 към TINI
| Година | Заглавие               | Албум |
| ------ | ---------------------- | ----- |
| 2016   | All you gotta do       | TINI  |
| 2016   | Great escape           | TINI  |
| 2016   | Still standing         | TINI  |
| 2016   | Got me started         | TINI  |
| 2016   | Born                   | TINI  |
| 2016   | Don't cry for me       | TINI  |
| 2016   | Finders keepers        | TINI  |
| 2016   | Handwritten            | TINI  |
| 2016   | Solo dime tu           | TINI  |
| 2016   | Sigo adelante          | TINI  |
| 2016   | Si tu te vas           | TINI  |
| 2016   | Lo que tu alma escribe | TINI  |

### Диск 2 към TINI
| Година | Заглавие                                         | Албум |
| ------ | ------------------------------------------------ | ----- |
| 2016   | Siempre brillarás                                | TINI  |
| 2016   | Se escapa tu amor                                | TINI  |
| 2016   | Yo te amo a ti (Martina Stoessel & Jorge Blanco) | TINI  |
| 2016   | Confía en mí                                     | TINI  |
| 2016   | Born to shine                                    | TINI  |
| 2016   | I want you (Martina Stoessel & Jorge Blanco)     | TINI  |
| 2016   | Light your heart (Jorge Blanco)                  | TINI  |
| 2016   | Losing the love                                  | TINI  |
| 2016   | Siempre brillarás (acoustic version)             | TINI  |

### Промо сингли
| Година | Заглавие        | Албум            |
| ------ | --------------- | ---------------- |
| 2012   | En mi mundo     | Violetta         |
| 2012   | Nel mio mondo   | Violetta         |
| 2013   | Hoy somos mas   | Hoy somos mas    |
| 2013   | In my own world | Cantar es lo soy |
| 2014   | En Gira         | Gira mi cancion  |
| 2017   | Todo Es Posible | Tadeo Jones 2    |

### Други
| Година | Заглавие                              | Албум                             |
| ------ | ------------------------------------- | --------------------------------- |
| 2011   | Tu resplandor                         | Disney Princess: Fairy Tale Songs |
| 2013   | Libre soy                             | Frozen                            |
| 2013   | All'Alba Sogregò                      | Frozen                            |
| 2017   | It's A Lie                            | The Vamps-Night & Day             |
| 2017   | Somos El Cambio, с участието на Odino | -                                 |
| 2017   | Lights Down Low (Latin Remix)         | -                                 |

### Видео
| Година | Музикално видео              | Бележки                                  | Режисьор                        |
| ------ | ---------------------------- | ---------------------------------------- | ------------------------------- |
| 2011   | Tu resplandor                | Испанската версия на The glow            | N/A                             |
| 2012   | En mi mundo                  | Виолета сезон 1                          | Jorge Nisco, Martín Saban       |
| 2012   | Nel mio mondo                | Италианската версия на En mi mundo       | Jorge Nisco, Martín Saban       |
| 2013   | Hoy somos mas                | Промо видео за втори сезон на Виолета    | Jorge Nisco, Martín Saban       |
| 2013   | Libre soy                    | Испанската версия на Let it go           | Jorge Nisco, Martin Saban       |
| 2013   | All'Alba Sorgerò             | Италианската версия на Let it go         | Jorge Nisco, Martin Saban       |
| 2014   | En gira                      | Промо видео за трети сезон на Виолета    | Jorge Nisco, Martin Saban       |
| 2014   | Underneath it all            | Виолета сезон 3, епизод 48               | Jorge Nisco, Martin Saban       |
| 2016   | Siempre Brillarás            | Със сцени от Tini:The Movie              | Phil Andelman                   |
| 2016   | Born To Shine                | Английска версия на „Siempre Brillaras“  | Phil Andelman                   |
| 2016   | Losing The Love              | Сцени от Tini:El Gran Cambio De Violetta | Phil Andelman                   |
| 2016   | Yo Te Amo A Ti               | От Tini:El Gran Cambio De Violetta       | Phil Andelman                   |
| 2016   | Great Escape                 | Със участието на Пепе Барросо Силва      | Phil Andelman                   |
| 2016   | Yo Me Escaparé (lyric video) | Испанска версия на „Great Escape“        | Eric Hurley                     |
| 2016   | Got Me Started               | от соловият ѝ албум ТИНИ                 | Fatima Robinson                 |
| 2017   | Si Tu Te Vas                 | от соловият ѝ албум ТИНИ                 |                                 |
| 2017   | Todo Es Posible              | от филма Tadeo Jones 2                   | -                               |
| 2017   | Te Quiero Mas                | с Nacho                                  |                                 |
| 2018   | Princesa                     | с Karol G                                | Agus & Sant                     |
| 2018   | Consejo de amor              | с Morat                                  |                                 |
| 2018   | Quiero Volver                | с Sebastian Yatra                        | David Bohorquez & Diego Peskins |
| 2018   | Lo Malo (Remix)              | с Aitana, Ana Guerra, Greeicy            |                                 |
| 2018   | Wild                         | Jonas Blue, Chelcee Grimes, Jhay Cortez  |                                 |

Quiero Volver Album

## Турнета
- Violetta: en Vivo (2013 – 2014)
- Violetta Live (2015)
- TINI: GOT ME STARTED TOUR (2017)
- Quiero Volver Tour (2018 – 2020)
- TINI Tour 2022

## Награди и номинации

### Kids' Choice Awards Argentina
| Година | Категория                              | Номиниран проект | Резултат   |
| ------ | -------------------------------------- | ---------------- | ---------- |
| 2012   | Female Newcomer (Любима нова артистка) | Violetta         | Печели     |
| 2013   | Favorite TV Actress (Любима актриса)   | Violetta         | Номинирана |

### Kids' Choice Awards
| Година | Категория                                   | Номиниран проект | Резултат   |
| ------ | ------------------------------------------- | ---------------- | ---------- |
| 2013   | Favorite Latin Artist (Любим латино артист) | Violetta         | Номинирана |

### Premios Martín Fierro
| Година | Категория                              | Номиниран проект | Резултат |
| ------ | -------------------------------------- | ---------------- | -------- |
| 2013   | Female Newcomer (Любима нова артистка) | Violetta         | Печели   |

### Kids' Choice Awards Colombia
| Година | Категория                             | Номиниран проект | Резултат |
| ------ | ------------------------------------- | ---------------- | -------- |
| 2014   | Favorite TV actress (Любима артистка) | Violetta         | Печели   |

### Latin Music Italian Awards
| Година | Категория                                              | Номиниран проект        | Резултат   |
| ------ | ------------------------------------------------------ | ----------------------- | ---------- |
| 2015   | Best Look (Най-добре изглеждаща звезда)                | Самата нея              | Печели     |
| 2015   | Best Latin Fandom (Най-добър латиноамерикански фендъм) | Самата нея              | Печели     |
| 2016   | Best Latin Female Artist (Най-добра латинска артистка) | Самата нея              | Номинирана |
| 2016   | Best Latin Female Album (Най-добър латински албум)     | TINI (Martina Stoessel) | Номинирана |
| 2016   | Best Latin Female Video (Най-добро латинско видео)     | Great Escape            | Номинирана |
| 2016   | Artist Saga                                            | Самата нея              | Номинирана |

### MTV Awards
| Година | Категория                               | Номиниран проект | Резултат   |
| ------ | --------------------------------------- | ---------------- | ---------- |
| 2016   | MTV ISRAEL: Best Song (Най-Добра Песен) | Great Escape     | Номинирана |
| 2016   | MTV EMA: Best Latin America South Act   | Самата нея       | Номинирана |

## Книги
- Simplemente Tini (2014)
Просто Тини, изд. „Егмонт България“, София (2015), прев. Ина Михайлова